# Kautschukboom

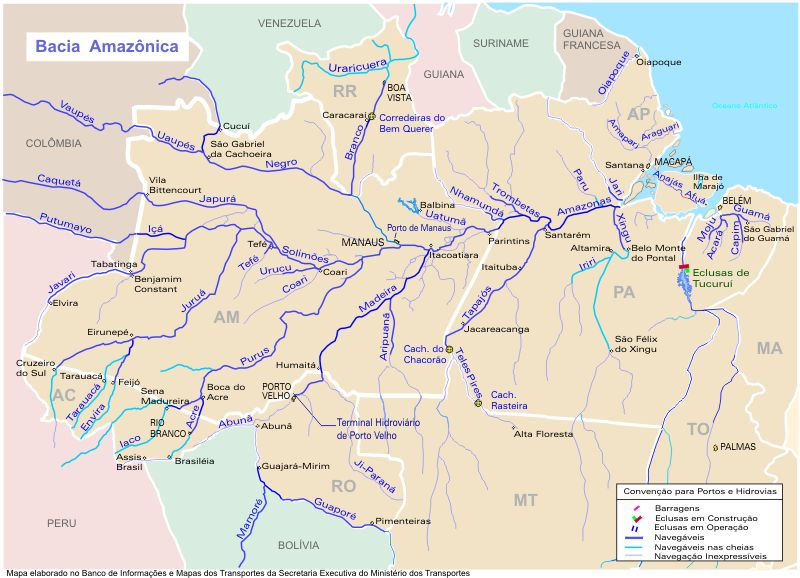
Amazonas-Region in Brasilien, Gebiet des Kautschukbooms

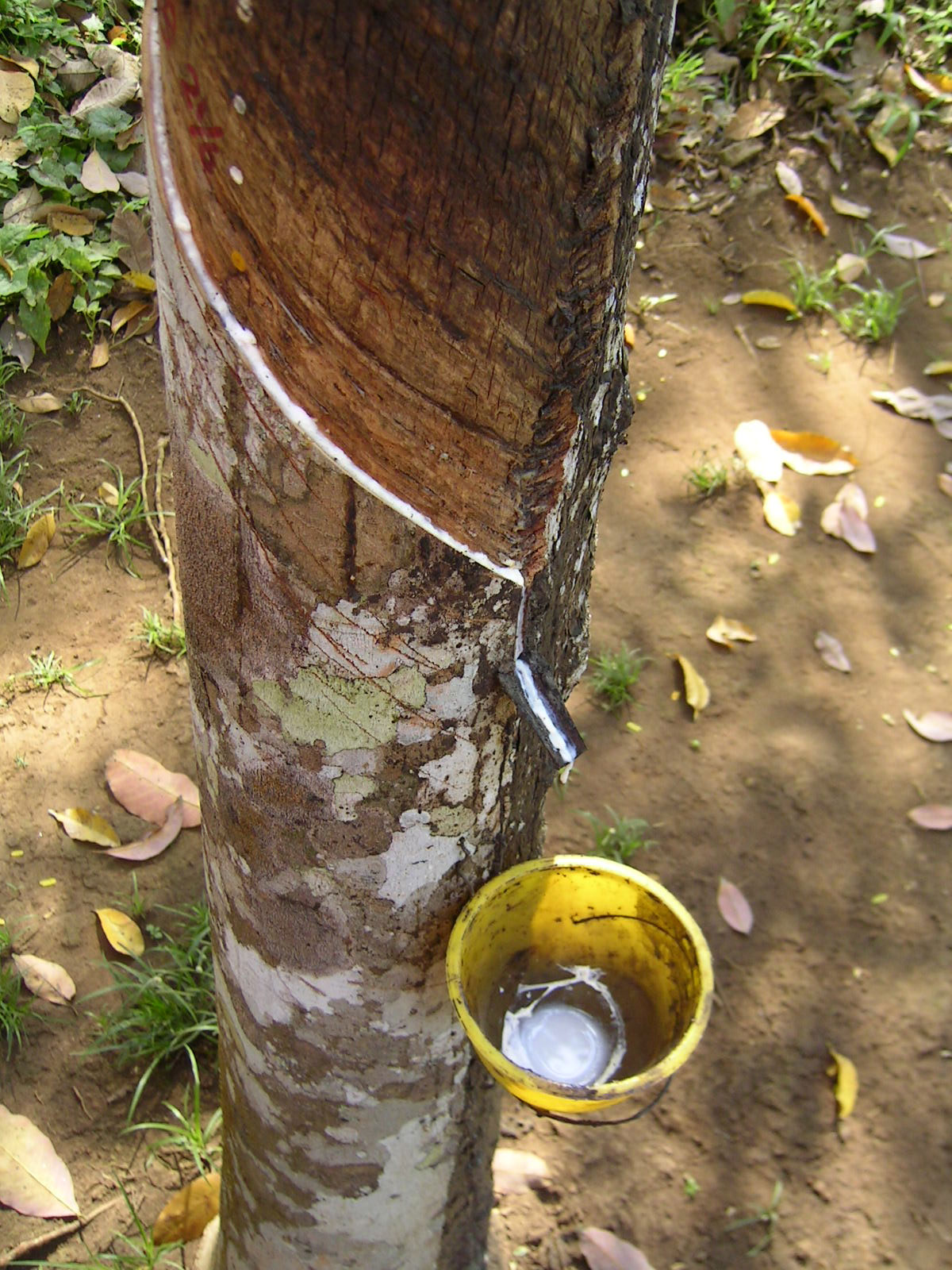
Latexgewinnung aus einem Kautschukbaum

Als Kautschukboom wird die Zeit von der Mitte des 19. Jahrhunderts bis Anfang des 20. Jahrhunderts im Amazonasgebiet in Südamerika bezeichnet, in der auf Grund der rasant steigenden Nachfrage nach Kautschuk die tropischen Regenwälder des Gebietes für die Nutzung des dort wachsenden Kautschukbaums erschlossen wurden. Der Kautschukboom war mit vielen Opfern für die zwangsverpflichtete indigene Bevölkerung verbunden und endete mit der einsetzenden Ertragsreife von nach Asien geschmuggelten Kautschukpflanzen um 1920.

## Voraussetzungen
Das Harz des Kautschukbaumes (Hevea brasiliensis) wurde von den Indigenen Süd- und Mittelamerikas seit Jahrhunderten gesammelt, da sich der Naturkautschuk auf Grund seiner elastischen Eigenschaften für verschiedene Zwecke nutzen ließ, so etwa für Bälle in den traditionellen Ballspielen.
Die Entdeckung der Vulkanisierung durch Charles Goodyear führte nach 1839 zu einem enormen Wachstum der Nachfrage nach Kautschuk für die Industrie in Europa und Nordamerika. Bald war Kautschuk ein wichtiger Rohstoff von vielen Produkten der Industrialisierung. So wurde Gummi für Regenmäntel und Schuhe, später auch für Fahrradreifen (Patent durch den Schotten John Boyd Dunlop, 1888) und schließlich für Autoreifen verwendet. Ebenso kam Kautschuk im Eisenbahn- und Maschinenbau sowie als Isolator in der Elektroindustrie zur Anwendung.

## Die Kautschukproduktion
Der Kautschuk wurde in den tropischen Regenwäldern Amazoniens von wild wachsenden Kautschukbäumen gesammelt. Hierzu wurde die Rinde angeritzt und das langsam ausfließende Harz in Eimern aufgefangen. Das Harz wurde in Manufakturen vor Ort eingedickt und sodann von Großhändlern aufgekauft, die den Kautschuk nach Nordamerika und Europa verschifften.
Die Großhändler gaben regionalen Händlern und diese wiederum den Kautschuksammlern Vorschüsse an Geld und Gütern, die sie mit entsprechenden Mengen an Kautschuk abgelten mussten und so zu Schuldnern wurden. Ebenso wurden Indigene mit Waffen ausgestattet, wofür diese eine Anzahl an Angehörigen verfeindeter Stämme als Zwangsarbeiter einfangen mussten. So waren Schuldknechtschaft und direkte Waffengewalt wichtige Mittel zur Aufrechterhaltung der Arbeit.
Bei der Kautschukgewinnung in Amazonien war man auf die im natürlichen Habitat wachsenden Bäume angewiesen: Die Anlage von Kautschukplantagen stieß auf Probleme, weil der parasitische Rußtaupilz Microcyclus ulei die in Monokultur angebauten Kautschukbäume dahinraffte.

## Der Kautschukboom in Peru

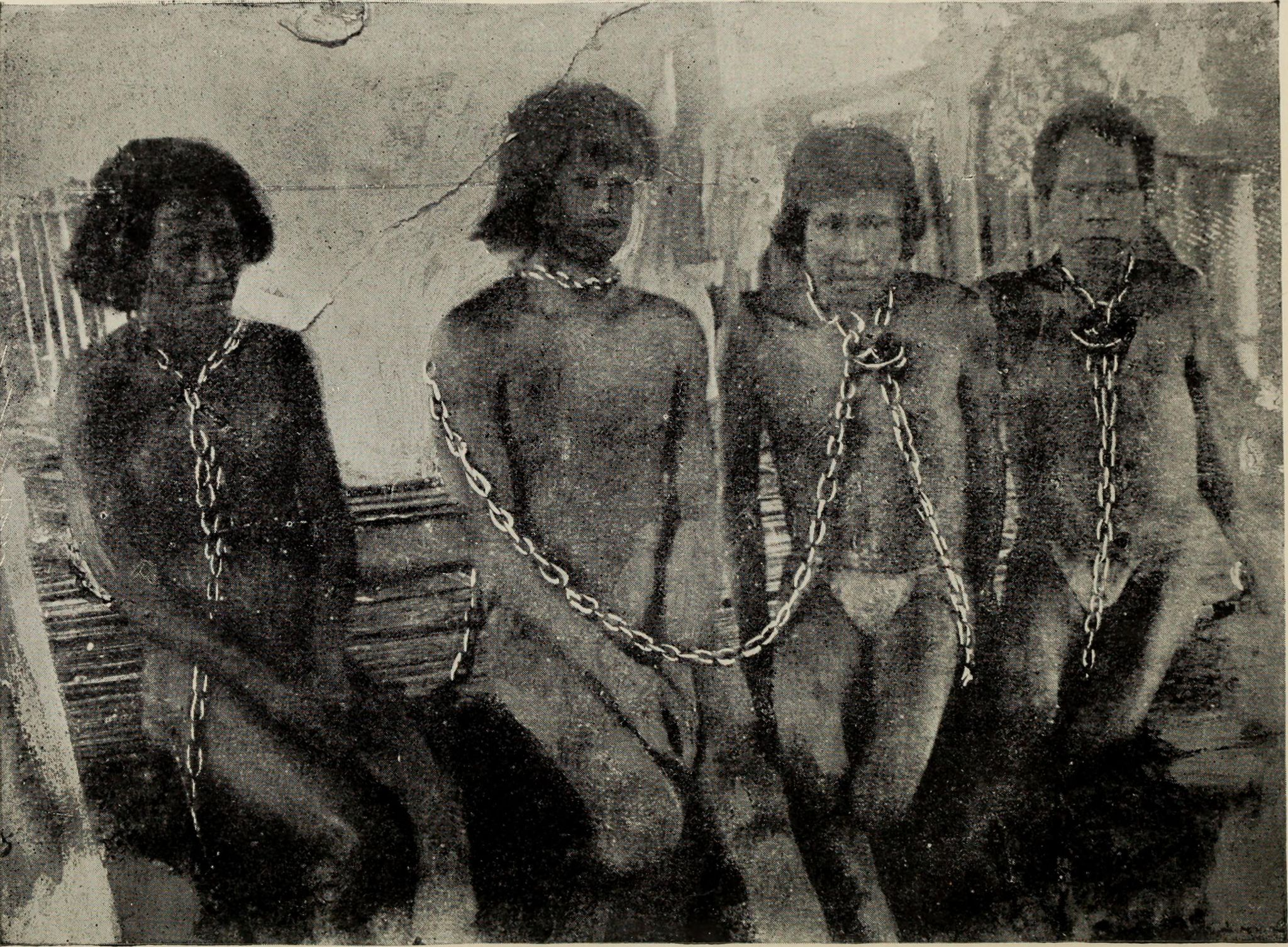
Versklavte Amazonas-Indigene, aus Walter Ernest Hardenburg: The Putumayo, the Devil's Paradise (1912)

Die kommerzielle Nutzung des Kautschuks in den Regenwäldern Perus begann um 1832. Zunächst war Moyobamba das wichtigste Zentrum des Kautschukhandels in Ostperu, bis 1870 die rasant wachsende Stadt Iquitos am peruanischen Amazonas, die Hauptstadt des neu gebildeten Departamento Loreto, diese Rolle übernahm. Zur Erschließung der Arbeitskraft der Indigenen Amazoniens wurden Gesetze und Verordnungen erlassen, die auch Zwangsarbeit vorsahen, so etwa in einem Dekret des Unterpräfekten von Moyobamba vom 12. September 1832, in dem dies unter anderem mit der Nacktheit, Faulheit, dem schrecklichen Elend und Mangel an Zivilisation der Indios begründet wird. Kautschukhändler teilten die Urwaldregion Perus unter sich auf und kontrollierten mit ihren bewaffneten Privatarmeen riesige Areale, wo sie auch mit Waffengewalt die indigene Bevölkerung zum Sammeln des Naturkautschuks in den Wäldern zwangen. Der wohl größte „Kautschukbaron“ Perus war Julio César Arana, der ein erstes Unternehmen 1881 in Yurimaguas eröffnete und 1889 mit britischem Kapital die Peruvian Amazon Company gründete. Er kontrollierte schließlich in der Region um den Putumayo ein Gebiet von etwa 113.000 km², in dem er seine indigenen Zwangsarbeiter durch bewaffnete Männer zur Arbeit anhielt. Über 30.000 Menschen, mehrheitlich Boras und Huitotos, fielen allein in diesem Gebiet zwischen 1881 und 1915 durch Krankheiten und Misshandlungen dem Völkermord in Putumayo zum Opfer. Ein weiterer wichtiger „Kautschukbaron“ Perus war Carlos Fermín Fitzcarrald, der 1888 als der reichste Kautschukproduzent am Ucayali galt. Für den „Kautschukbaron“ Fitzcarrald waren es bewaffnete Asháninka (damals unter der Bezeichnung Campa bekannt) und Piros, welche die „wilden“ Mashcos (Amarakaeri, Toyoeri) einfingen und der Zwangsarbeit zuführten. 1913 waren von insgesamt 28.000 indigenen Arbeitskräften im peruanischen Amazonasgebiet 22.000 als Kautschuksammler beschäftigt.

## Aufstieg der Stadt Manaus

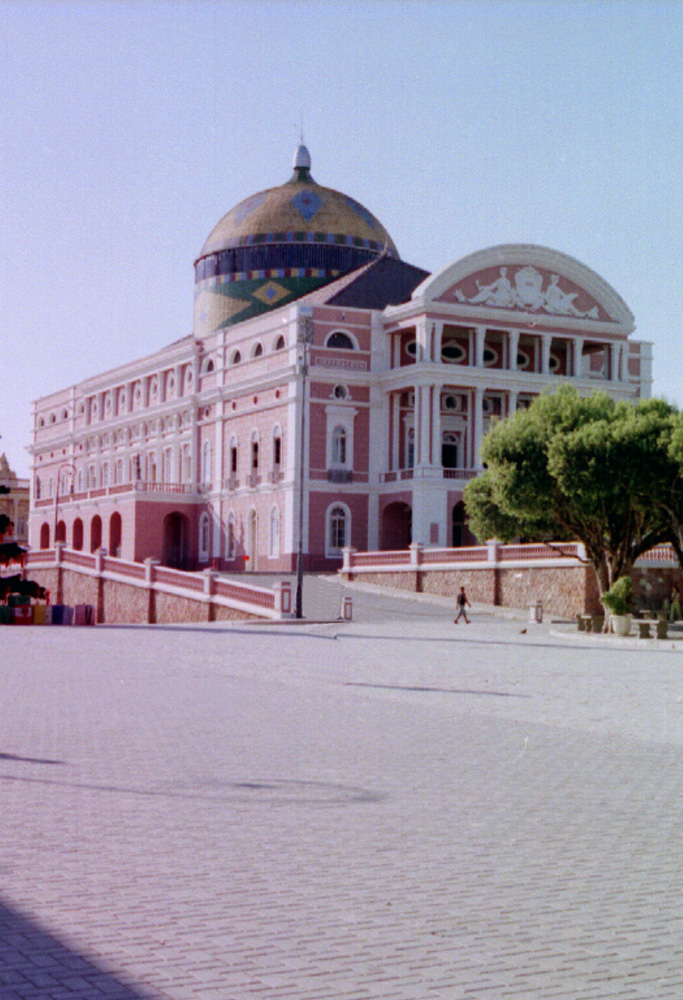
Teatro Amazonas in Manaus

Im Kaiserreich Brasilien war die Stadt Manaus am Amazonas wichtigstes Zentrum für Produktion und Handel mit Kautschuk. Um 1890 wurde aus dem kleinen Dorf Manaus eine weltweit bekannte und reiche Großstadt mit breiten Straßen, einer elektrischen Straßenbahn und elektrischen Straßenlampen.
Der Kautschukboom wurde gerade durch die extravagante Lebensart der Kautschukbarone geprägt. Das Bild, eine Zigarre mit Geldscheinen anzuzünden, wurde dadurch bekannt. Waldemar Scholz eignete sich einen Löwen, ein Motorboot und eine Yacht an. Ein weiterer Baron ließ einen Palast für seine Pferde bauen, der so imposant wurde, dass er selbst einzog. In Manaus lebten in der Blütezeit bis zu fünf Prozent Ausländer.
Den Höhepunkt der Extravaganz stellte der Bau des Teatro Amazonas in Manaus dar. Als großes Opernhaus mitten in Amazonien besteht es zu einem Großteil aus importierten Baumitteln, unter anderem italienischem Marmor. Dieser Bau kostete etwa zwei Millionen Dollar, eine für damalige Verhältnisse enorme Summe.

## Ende des Kautschukbooms in Südamerika
Der Kautschukboom endete zwanzig Jahre nachdem 1876 Henry Wickham von Joseph Hooker beauftragt wurde, Samen des Kautschukbaums zu sammeln. Henry Wickham schaffte es, über 70.000 Samen zu sammeln, aus denen über 2.000 kleine Bäume in Gewächshäusern in London heranwuchsen und zuerst nach British Malaya verschifft wurden. Die lange Überfahrt schafften lediglich 8 Kautschukpflanzen, die bis heute den Grundstock für sämtliche Kautschukplantagen in Südostasien bilden. Beginnend im Jahre 1910 verfiel der Kautschukpreis, was unter den Kautschukbaronen Panik auslöste. Asien hatte die bis dahin bestehende Monopolstellung Brasiliens aufgebrochen und beendete dadurch den südamerikanischen Kautschukboom. Der Historiker Guillaume Blanc der Universität Rennes 2 bezeichnet auch die Ausbreitung der Kautschukpflanzung im Indochina der 1900er Jahre als Kautschukboom.
Heute sind für die meisten Zwecke, für die anfangs Naturkautschuk verwendet wurde, synthetische Materialien verfügbar. Allerdings werden insbesondere Seitenwände von Autoreifen und Flugzeugreifen aus Naturkautschuk hergestellt, da dort enorme Kräfte wirken, denen die Synthetikgummis nicht genügend Widerstand entgegensetzen. Die Laufflächen hingegen sind Abriebsflächen und werden von gängigen Herstellern aus Synthetikgummi aufvulkanisiert.

## Literarisches Echo
Der deutsche Schriftsteller Karl Aloys Schenzinger beschreibt in seinem Roman Bei I.G. Farben die Mission des Henry Wickham zur Beschaffung der Kautschukbaumsamen und gleichzeitig den Reichtum der Kautschukexporteure Brasiliens in der Form einer Abenteuererzählung.